# Les Chansons d'amour
Les Chansons d'amour (Brasil: Canções de Amor / Portugal: As Canções de Amor) é um filme de drama musical francês, realizado por Christophe Honoré, com Louis Garrel, Ludivine Sagnier, Clotilde Hesme e Grégoire Leprince-Ringuet nos principais papéis. As músicas do filme foram escritas por Alex Beaupain.
O filme acompanha a história do jornalista Ismaël que namora Julie e vive um romance a três com Alice. O triângulo amoroso será interrompido por uma tragédia que muda os rumos da trama.

## Enredo
A Partida

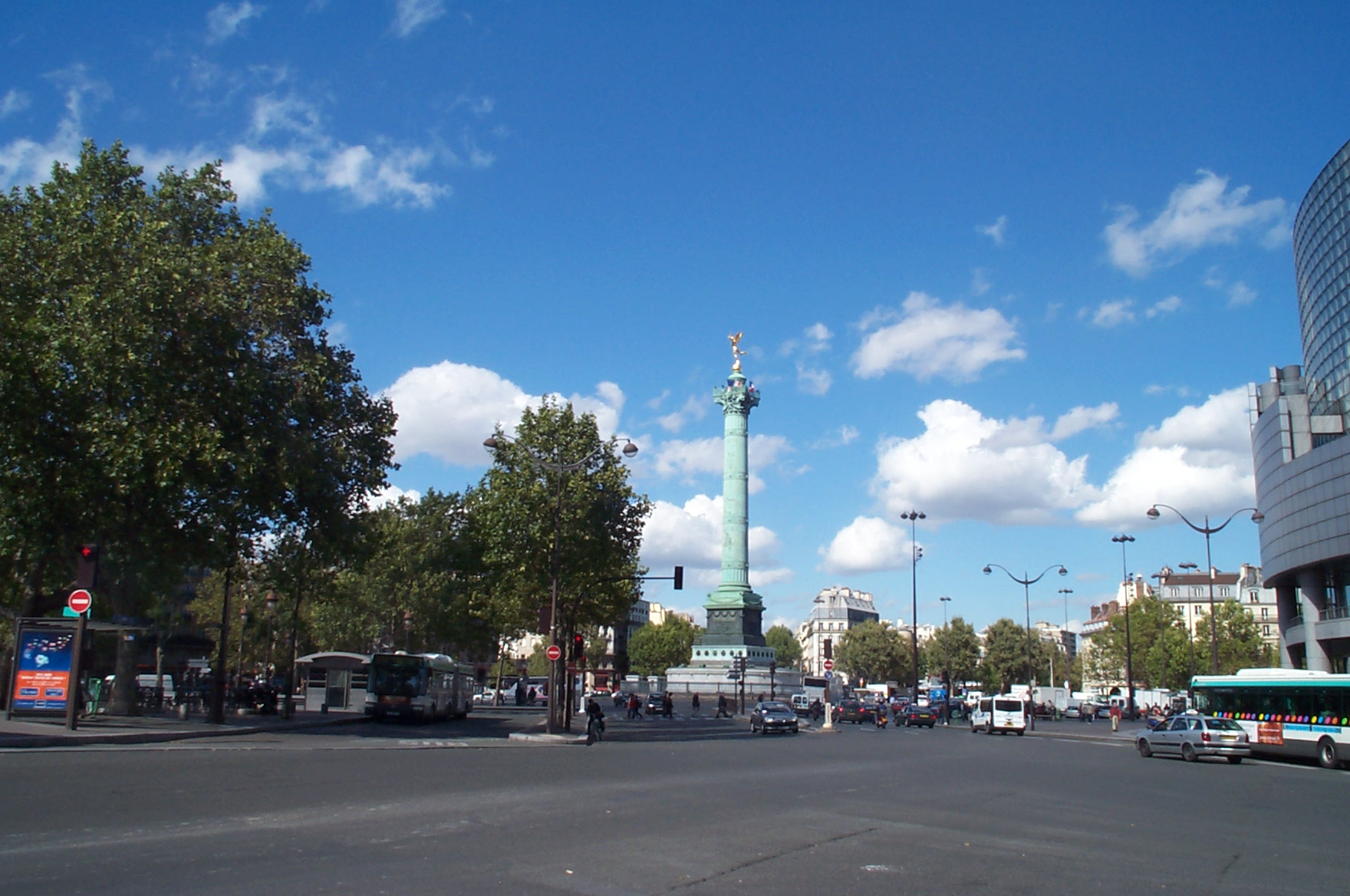
A praça da Bastilha.

A primeira parte conta com seis canções. A primeira canção é um dueto entre Julie e Ismaël, com a canção De bonnes raisons nas ruas do 10º arrondissement de Paris, em particular a passagem da rue Gustave-Goublier. Em seguida, os dois amantes continuam imediatamente com Inventaire no apartamento deles, que fica no primeiro piso, localizado no nº 45 da rue du Faubourg-Saint-Martin. Numa refeição em família na casa dos pais de Julie, esta diz à sua irmã que o casal vive numa relação a três com uma colega de Ismaël, e interpreta La Bastille, durante a qual Jeanne acompanha a sua irmã Julie ao metro Bastille. Mais tarde, os dois amantes e Alice continuam com Je n'aime que toi na boulevard de Strasbourg. Finalmente, a última canção desta parte é Brooklyn Bridge cantada por Alex Beaupain, quando os dois amigos estão na sala de espetáculo L'Étoile da rue du Château d'Eau.
A Ausência
A segunda parte conta com cinco canções. A primeira canção Delta Charlie Delta ocorre logo após Brooklyn Bridge, Ismaël volta à rue du Château d'Eau e vai em direção à Porte Saint-Denis. Dá-se então o dueto entre Ismaël e Alice com Il faut se taire, As-tu déjà aimé é a terceira canção desta parte, desta vez é um dueto entre Ismaël e Erwann que ocorre no apartamento de Erwann e do seu irmão no nº51 da rue Louis-Blanc.
Mais tarde, Ismaël deixa o apartamento da família de Julie; em seguida vem a canção Les yeux au ciel durante a qual ele percorre o quartier de Bastille, depois apanha o metro e desce para a estação Gare de l'Est. Por fim, a última canção La distance ocorre antes do local de trabalho de Alice e Ismaël.
O Regresso
Esta última parte conta com quatro canções e é centrada na relação entre Ismaël e Erwann. A primeira canção é Ma mémoire sale é uma cena de amor entre os dois amantes. A segunda canção Au parc cantada por Jeanne, a irmã de Julie, ocorre num parque (nomeado em referência ao parc de la Pépinière em Nancy... mas a cena foi efetivamente filmada no Jardim das Plantas). A terceira Pourquoi viens-tu si tard é de Ludivine Sagner e passa-se no cemitério de Montparnasse e nas ruas ao longo deste. A quarta canção J'ai cru entendre acontece no apartamento e na varanda de Erwann e do seu irmão.

## Elenco
- Louis Garrel… Ismaël Bénoliel
- Ludivine Sagnier… Julie Pommeraye
- Clotilde Hesme… Alice
- Grégoire Leprince-Ringuet… Erwann
- Chiara Mastroianni… Jeanne Pommeraye
- Jean-Marie Winling… o pai
- Brigitte Roüan… a mãe
- Alice Butaud… Jasmine Pommeraye
- Yannick Renier… Gwendal
- Esteban Carvajal Alegria… o amigo de Erwann
- Annabelle Hettmann… Aude, a empregada de mesa
- Gaël Morel… um espectador na fila do cinema (cameo, não creditado)

## Banda sonora
1. "De bonnes raisons" — Louis Garrel e Ludivine Sagnier
2. "Inventaire" — Ludivine Sagnier e Louis Garrel
3. "La Bastille" — Ludivine Sagnier, Jean-Marie Winling, Alice Butaud, Chiara Mastroianni e Brigitte Roüan
4. "Je n'aime que toi" — Ludivine Sagnier, Louis Garrel e Clotilde Hesme
5. "Brooklyn Bridge" — Alex Beaupain
6. "Delta Charlie Delta" — Louis Garrel
7. "Il faut se taire" — Louis Garrel e Clotilde Hesme
8. "As-tu déjà aimé ?" — Grégoire Leprince-Ringuet e Louis Garrel
9. "Les Yeux au ciel" — Louis Garrel
10. "La Distance" — Grégoire Leprince-Ringuet e Louis Garrel
11. "Ma mémoire sale" — Louis Garrel
12. "Au parc" — Chiara Mastroianni
13. "Si tard" — Ludivine Sagnier
14. "J'ai cru entendre" — Louis Garrel e Grégoire Leprince-Ringuet

## Principais prémios e nomeações
Festival de Cinema Romântico de Cabourg 2007 (França)
| Categoria                             | Resultado |
| ------------------------------------- | --------- |
| Melhor realizador — Christophe Honoré | Venceu    |

Festival de Cinema de Cannes 2007 (França)
| Categoria     | Resultado |
| ------------- | --------- |
| Palma de Ouro | Indicado  |

Prémios César 2008 (França)
| Categoria                                                                   | Resultado |
| --------------------------------------------------------------------------- | --------- |
| Melhor música original — Alex Beaupain                                      | Venceu    |
| Melhor som — Guillaume Le Bras, Valérie Deloof, Agnès Ravez e Thierry Delor | Indicado  |
| Melhor ator revelação — Grégoire Leprince-Ringuet                           | Indicado  |
| Melhor atriz revelação — Clotilde Hesme                                     | Indicado  |

Étoiles d'Or 2008 (França)
| Categoria                         | Resultado |
| --------------------------------- | --------- |
| Melhor compositor — Alex Beaupain | Venceu    |